# Cephalotes clypeatus
Cephalotes clypeatus é uma espécie de inseto do gênero Cephalotes, pertencente à família Formicidae.